# یورگن اوسترهامل
یورگن اوسترهامل (انگلیسی: Jürgen Osterhammel؛ زادهٔ تاریخ ورودی نامعتبر است) تاریخ‌نگار، و استاد دانشگاه اهل آلمان است.
وی همچنین برندهٔ جوایزی همچون جایزه بالزان شده‌است.